# Can (album)
Can, conosciuto anche con il titolo Inner Space, è l'undicesimo album in studio del gruppo musicale tedesco Can, pubblicato nel 1979.

## Tracce
Side 1
1. All Gates Open – 8:23
2. Safe – 8:37
3. Sunday Jam – 4:35

Side 2
1. Sodom – 5:45
2. A Spectacle – 5:53
3. E.F.S. Nr. 99 (Can Can) – 3:12
4. Ping-Pong – 0:23
5. Can Be – 2:54

## Formazione
- Holger Czukay –
- Michael Karoli – chitarra, voce
- Jaki Liebezeit – batteria
- Irmin Schmidt – tastiera
- Rosko Gee – basso
- Rebop Kwaku Baah – percussioni